# モーリッツ・ジグモンド広場駅 (ブダペスト地下鉄)
座標: 北緯47度28分38秒 東経19度02分51秒 / 北緯47.47722度 東経19.04750度
モーリッツ・ジグモンド広場駅（洪：Móricz Zsigmond körtér）とはハンガリーブダペスト市に位置する4号線の駅である。

## 駅構造
- 島式ホーム1面2線を有す地下駅。
- 深さ24.0m地点に存在する。

## 歴史
- 2014年3月28日 - 4号線開業。

## 隣の駅
ブダペスト地下鉄
■4号線
ウーイブダ・ケズポント駅 - モーリッツ・ジグモンド広場駅 - 聖ゲッレールト広場駅